# 고르돌라역
고르돌라역(이탈리아어: Stazione di Gordola)은 스위스 티치노주에 있는 고르돌라 지자체에 있는 기차역이다. 스위스 연방 철도의 표준궤 주비아스코-로카르노선의 중간 정류장이다. 현재 역은 2019년에 재건되었으며, 기존 역에서 동쪽으로 200m 떨어진 곳에 새로운 플랫폼이 있다.

## 운행편
2021년 12월 시간표 변경에 따라 고르돌라에서 다음 서비스가 정차한다.
- RE80 : 로카르노와 키아소 사이를 30분마다 운행, 밀라노 중앙역까지 매시간 운행
- S20 : 로카르노와 카스티오네-아르베도 사이를 30분마다 운행